# Eaden Lilley
Eaden Lilley was een kleine warenhuisketen die begon in Cambridge .

## Geschiedenis
In 1760 bezat Joh Purchase, burgemeester van Cambridge, een fourniturenwinkel. In 1784 werd het bedrijf verkocht aan Joseph Hart, die een partnerschap was aangegaan met Joseph Ansell. In 1793 verkocht Ansell zijn aandelen in het bedrijf aan Thomas Hovell, waarna het bedrijf verder ging onder de naam Hart & Hovell. In 1798 trad William Eaden, de schoonzoon van een van de eigenaren, toe tot het bedrijf en werkte zich op tot de enige eigenaar. Een van William's dochters trouwde met David Lilley, en hun zoon William Eaden Lilley nam het bedrijf in 1839 over en noemde het Eaden Lilley.
De winkel was oorspronkelijk gevestigd in Shoemaker's Row, maar verhuisde uiteindelijk naar Market Street. Het assortiment bestond uit fournituren, linnengoed en gordijnen, ijzerwaren en olie voor verlichting, verwarming en het behandelen van tuigleer. In 1879 liep de winkel schade op tijdens een zware storm, waarbij meer dan drie centimeter regen in 6 uur viel. De schade bedroef enkele duizenden ponden.
In 1883 nam William Eaden Lilley zoon, met dezelfde naam het familiebedrijf over van zijn vader. Het bedrijf was gegroeid van een enkele winkel in Market Street met filialen in Sidney Street en Green Street. Het bedrijf werd nu omschreven als een warenhuis, hoewel de afdelingen verspreid waren over de verschillende vestigingen en in 1888 werden de activiteiten in een bedrijf ondergebracht.
In 1900 werd in het naastgelegen pand een ander warenhuis geopend; Joshua Taylor. In 1928 werd het warenhuis aan Market Street herbouwd. Een ander bedrijf van Eaden Lilley was een verhuisbedrijf, dat in 1934 de volledige inhoud van de Cambridge University Library door de stad verplaatste.
Het bedrijf bleef groeien en opende nieuwe winkels in Saffron Walden en op Woollards Lane in Great Shelford. Begin jaren negentig werd de winkel in Cambridge echter herontwikkeld tot een kleinere Eaden Lilley en een filiaal van beokhandel  WH Smith. Dit ging echter niet zoals gepland en de Eaden Lilley-winkel werd in 1999 gesloten en werd een Borders-boekwinkel en een Cafe Nero-vestiging.
Het bedrijf ging echter door en in 2003 kochten ze het warenhuis Bryants in St. Ives. De winkel in St. Ives won in 2007 de Retailer of the Year-prijs bij de Huntingdonshire Business Awards.
In januari 2009 werd het faillissement van Eaden Lilley aangevraagd, waarna de winkels in Saffron Walden en Great Shelford werden gesloten. De winkel in St. Ives bleef open en werd gekocht door CJ Townrow & Sons, een kleine warenhuisketen in Braintree, Essex.